# 167018 Csontoscsaba
167018 Csontoscsaba è un asteroide della fascia principale. Scoperto nel 2003, presenta un'orbita caratterizzata da un semiasse maggiore pari a 2,4424102 UA e da un'eccentricità di 0,1808385, inclinata di 1,76466° rispetto all'eclittica.